# 바치키페트로바츠

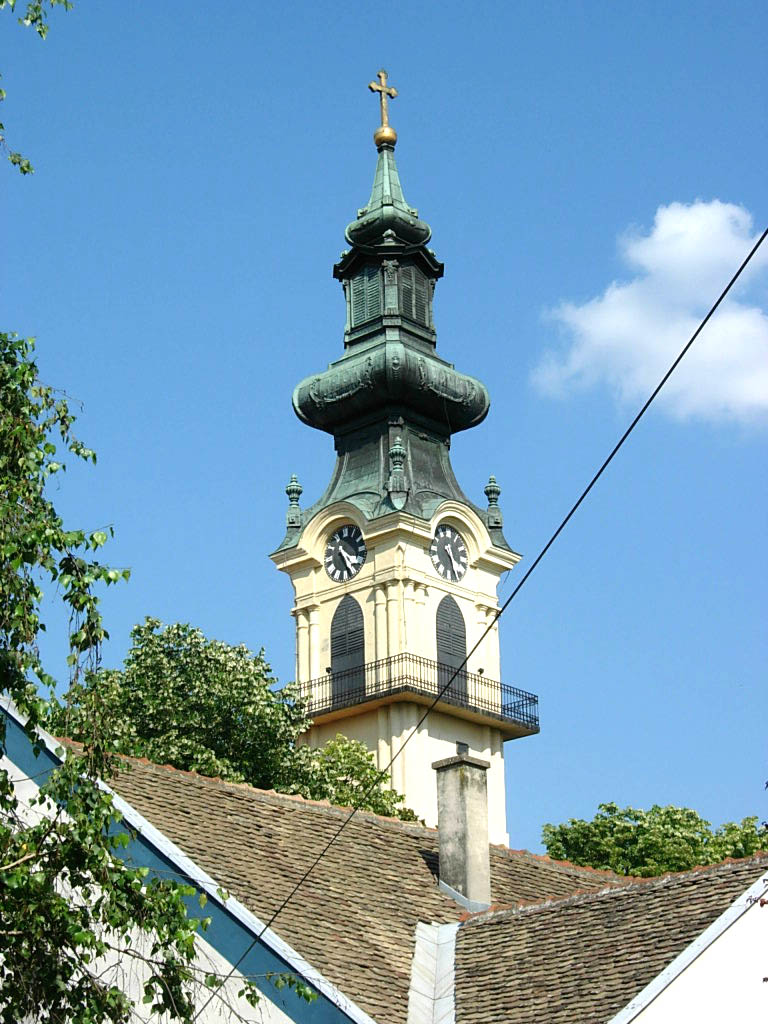
바치키페트로바츠 복음교회

바치키페트로바츠(세르비아어: Бачки Петровац / Bački Petrovac, 슬로바키아어: Báčsky Petrovec 바치스키페트로베츠, 헝가리어: Petrőc 페트뢰츠[*], 독일어: Petrovacz 페트로바크츠[*])는 세르비아 보이보디나 자치주의 남바나트 구에 위치한 도시로 면적은 160km2, 높이는 86m, 인구는 6,063명(2011년 기준)이다.
헝가리의 지배를 받고 있던 13세기 문헌에 처음 등장했다. 헝가리인, 세르비아인이 거주하면서 도시가 형성되었으며 1744년에는 슬로바키아인 정착촌이 형성되었다. 슬로바키아인이 지방 자치체 인구의 66%를 차지하고 있고 세르비아인이 지방 자치체 인구의 25.74%를 차지한다.

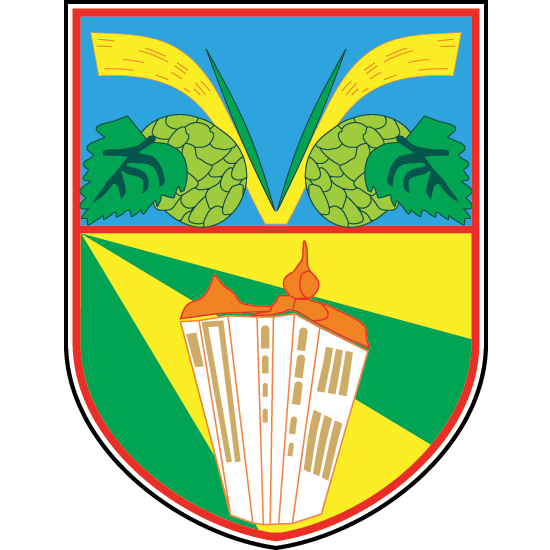
시 문장

## 인구
| 연도  | 인구   | ±% p.a. |
| ----- | ------ | ------- |
| 1948  | 13,814 | —       |
| 1953  | 15,142 | +1.85%  |
| 1961  | 16,865 | +1.36%  |
| 1971  | 16,042 | −0.50%  |
| 1981  | 16,095 | +0.03%  |
| 1991  | 15,662 | −0.27%  |
| 2002  | 14,681 | −0.59%  |
| 2011  | 13,418 | −0.99%  |
| 출처: |        |         |